# Wahlkreis Erfurt III
Der Wahlkreis Erfurt III (Wahlkreis 26) ist ein Landtagswahlkreis in Thüringen.
Er umfasst die Erfurter Stadtteile Erfurt-Altstadt, Bischleben-Stedten, Frienstedt, Hochheim, Johannesvorstadt, Krämpfervorstadt, Löbervorstadt, Möbisburg-Rhoda, Molsdorf und Schmira.

## Landtagswahl 2024
Die Landtagswahl 2024 fand am 1. September 2024 statt.
| Landtagswahl in Thüringen 2024 – WK Erfurt IIIZweitstimmen %3020100 22,517,916,913,711,911,61,71,20,70,60,50,8 CDUAfDLinkeBSWSPDGrüneFDPTier. hierFWPiratenFamilieSonst.Gewinne und Verlusteim Vergleich zu 2019 %p 14 12 10 8 6 4 2 0 −2 −4 −6 −8−10−12−14+5,5+3,6−13,3+13,7+1,3−2,9−5,0+0,2+0,7−0,1+0,5−4,2CDUAfDLinkeBSWSPDGrüneFDPTier. hierFWPiratenFamilieSonst. |

| Gegenstand der Nachweisung | Gegenstand der Nachweisung | Erst- stimmen | Erst- stimmen | Zweit- stimmen | Zweit- stimmen |
| Bewerber                   | Partei                     | Anzahl        | %             | Anzahl         | %              |
| -------------------------- | -------------------------- | ------------- | ------------- | -------------- | -------------- |
| Wahlberechtigte            | Wahlberechtigte            | 46.419        | 46.419        | 46.419         | 46.419         |
| Wähler                     | Wähler                     | 36.124        | 36.124        | 36.124         | 77,8           |
| Ungültige Stimmen          | Ungültige Stimmen          | 466           | 1,3           | 184            | 0,5            |
| Gültige Stimmen            | Gültige Stimmen            | 35.658        | 98,7          | 35.940         | 99,5           |
| davon                      |                            |               |               |                |                |
| Bodo Ramelow               | DIE LINKE                  | 15.110        | 42,4          | 5.891          | 16,4           |
| Alexander Claus            | AfD                        | 7.142         | 20,0          | 6.440          | 17,9           |
| Wolfgang Weißkopf          | CDU                        | 8.597         | 23,9          | 8.081          | 22,5           |
| Denny Möller               | SPD                        | 2.633         | 7,4           | 4.279          | 11,9           |
| Laura Wahl                 | GRÜNE                      | 1.386         | 3,9           | 4.165          | 11,6           |
| Martin-Lukas Maciejewski   | FDP                        | 880           | 2,5           | 623            | 1,7            |
|                            | TIERSCHUTZ hier!           |               |               | 422            | 1,2            |
|                            | ÖDP / Familie ..           | 104           | 0,3           |                |                |
|                            | PIRATEN                    | 233           | 0,6           |                |                |
|                            | MLPD                       | 51            | 0,1           |                |                |
|                            | BÜNDNIS DEUTSCHLAND        | 157           | 0,4           |                |                |
|                            | BSW                        | 4.910         | 13,7          |                |                |
|                            | FAMILIE                    | 177           | 0,5           |                |                |
|                            | FREIE WÄHLER               | 237           | 0,7           |                |                |
|                            | WU                         | 170           | 0,5           |                |                |

## Landtagswahl 2019
Die Landtagswahl fand am 27. Oktober 2019 statt.
| Direktkandidat       | Partei                      | Wahlkreisstimmen in % | Landesstimmen in % |
| -------------------- | --------------------------- | --------------------- | ------------------ |
| Dominik Kordon       | CDU                         | 16,3                  | 17,0               |
| Bodo Ramelow         | DIE LINKE                   | 42,1                  | 30,2               |
| Denny Möller         | SPD                         | 7,4                   | 10,6               |
| Marek Erfurth        | AfD                         | 14,0                  | 14,3               |
| Dirk Adams           | GRÜNE                       | 11,5                  | 14,5               |
| –                    | NPD                         | –                     | 0,2                |
| Thomas Kemmerich     | FDP                         | 7,0                   | 6,7                |
| –                    | PIRATEN                     | –                     | 0,7                |
| –                    | Die PARTEI                  | –                     | 2,3                |
| –                    | KPD                         | –                     | 0,1                |
| –                    | TIERSCHUTZ hier!            | –                     | 1,0                |
| –                    | BGE                         | –                     | 0,3                |
| –                    | DIE DIREKTE!                | –                     | 0,4                |
| –                    | Blaue #Team Petry Thüringen | –                     | 0,0                |
| –                    | Graue Panther               | –                     | 0,5                |
| Lea Weinmann         | MLPD                        | 0,4                   | 0,3                |
| –                    | ÖDP                         | –                     | 0,6                |
| –                    | Gesundheitsforschung        | –                     | 0,3                |
| Detlef-Michael Frahm | FREIE WÄHLER                | 1,3                   | –                  |

## Landtagswahl 2014
Bei der Landtagswahl in Thüringen 2014 treten die nachstehenden 7 Kandidaten an:
| Name                       | Partei                | Anteil der Erststimmen |
| -------------------------- | --------------------- | ---------------------- |
| Marion Walsmann            | CDU                   | 33,8                   |
| Bodo Ramelow               | Die Linke             | 31,5                   |
| Wolfgang Beese             | SPD                   | 14,9                   |
| Thomas L. Kemmerich        | FDP                   | 3,5                    |
| Dirk Adams                 | Bündnis 90/Die Grünen | 11,1                   |
| Dirk Bachmann              | NPD                   | 2,8                    |
| Klaus Sommerfeld           | PIRATEN               | 2,4                    |
| Wahlberechtigte: Einwohner |                       |                        |
| Wahlbeteiligung: 57,4 %    |                       |                        |

## Landtagswahl 2009
Bei der Landtagswahl in Thüringen 2009 traten folgende Kandidaten an:
| Name                              | Partei                 | Anteil der Erststimmen |
| --------------------------------- | ---------------------- | ---------------------- |
| Marion Walsmann                   | CDU                    | 26,6 %                 |
| Bodo Ramelow                      | Die Linke              | 26,8 %                 |
| Peter Metz                        | SPD                    | 18,0 %                 |
| Dirk Adams                        | Bündnis 90/Die Grünen  | 12,2 %                 |
| Thomas L. Kemmerich               | FDP                    | 7,9 %                  |
| Birgit Adamek                     | Freie Wähler Thüringen | 5,8 %                  |
| Frank Schwerdt                    | NPD                    | 2,7 %                  |
| Wahlberechtigte: 47.477 Einwohner |                        |                        |
| Wahlbeteiligung: 59,3 %           |                        |                        |

## Landtagswahl 2004
Bei der Landtagswahl in Thüringen 2004 traten folgende Kandidaten an:
| Name                              | Partei     | Anteil der Erststimmen |
| --------------------------------- | ---------- | ---------------------- |
| Marion Walsmann                   | CDU        | 36,6 %                 |
| Karola Stange                     | PDS        | 28,4 %                 |
| Alfred Müller                     | SPD        | 17,1 %                 |
| Kathrin Hoyer                     | GRÜNE      | 11,2 %                 |
| Egidius Arens                     | FDP        | 4,0 %                  |
| Jürgen Seybold                    | Parteifrei | 3,3 %                  |
| Wahlberechtigte: 44.516 Einwohner |            |                        |
| Wahlbeteiligung: 53,2 %           |            |                        |

## Landtagswahl 1999
Bei der Landtagswahl in Thüringen 1999 traten folgende Kandidaten an:
| Name                              | Partei | Anteil der Erststimmen |
| --------------------------------- | ------ | ---------------------- |
| Jörg Kallenbach                   | CDU    | 48,8 %                 |
| Alfred Müller                     | SPD    | 18,8 %                 |
| Bodo Ramelow                      | PDS    | 23,6 %                 |
| Astrid Rothe                      | GRÜNE  | 5,6 %                  |
| Kerstin Brehme                    | REP    | 1,7 %                  |
| Heinrich Arens                    | FDP    | 1,4 %                  |
| Wahlberechtigte: 43.055 Einwohner |        |                        |
| Wahlbeteiligung: 62,4 %           |        |                        |

## Landtagswahl 1994
Bei der Landtagswahl in Thüringen 1999 traten folgende Kandidaten an:
| Name                              | Partei | Anteil der Erststimmen |
| --------------------------------- | ------ | ---------------------- |
| Jörg Kallenbach                   | CDU    | 38,4 %                 |
| Alfred Müller                     | SPD    | 30,9 %                 |
| Benno Lemke                       | PDS    | 20,6 %                 |
| T.Winker                          | GRÜNE  | 10,2 %                 |
| Wahlberechtigte: 39.841 Einwohner |        |                        |
| Wahlbeteiligung: 70,6 %           |        |                        |

## Bisherige Abgeordnete
Direkt gewählte Abgeordnete des Wahlkreises Erfurt III waren:
| Jahr | Name            | Partei    | Anteil der Erststimmen |
| ---- | --------------- | --------- | ---------------------- |
| 2019 | Bodo Ramelow    | Die Linke | 42,1 %                 |
| 2014 | Marion Walsmann | CDU       | 33,8 %                 |
| 2009 | Bodo Ramelow    | Die Linke | 26,8 %                 |
| 2004 | Marion Walsmann | CDU       | 36,6 %                 |
| 1999 | Jörg Kallenbach | CDU       | 48,8 %                 |
| 1994 | Jörg Kallenbach | CDU       | 38,4 %                 |